# Big Four hajóosztály
A "Big Four" négy óceánjáró hajóból álló hajóosztály, amelyeket a Harland and Wolff épített a White Star Line megrendelésére a 20. század elején. Az Adriatic kivételével mindegyik hajó viselte a világ legnagyobb hajója címet. Mind a négy hajó a legteljesebb luxust kínálta a maga idejében. A négy hajó közül az első, a Celtic ért véget szerencsétlenül, megfeneklett 1928-ban Cobh partjainál, de senki sem sérült meg. Ezt követően a hajót szétbontották, és 1933-ban az utolsó darabokat is elszállították. A maradék három hajót, az Cedric-et, a Baltic-ot és az Adriatic-ot kiselejtezték. A hajók építése 1901-ben kezdődött, és 1906-ban fejeződött be:
- RMS Celtic (1901)
- RMS Cedric (1902)
- RMS Baltic (1903)
- RMS Adriatic (1907)

## A kezdet
1899-ben, White Star Line megbízásából elkezdték építeni RMS Oceanic-ot, amely meghaladta az SS Great Eastern hosszúságát, de a súlyát nem.  Thomas Ismay halála után Oceanic testvérének, az Olympic-nak az építését visszavonták.(Nem összetévesztendő a Titanic testvérével.) Ehelyett a cég új hajókat kezdett el építtetni. Ezek a hajók a legszebb hajóflottát alkották, amelyek valaha is a tengeren szolgáltak, ez lett a "Big Four".

## Történet

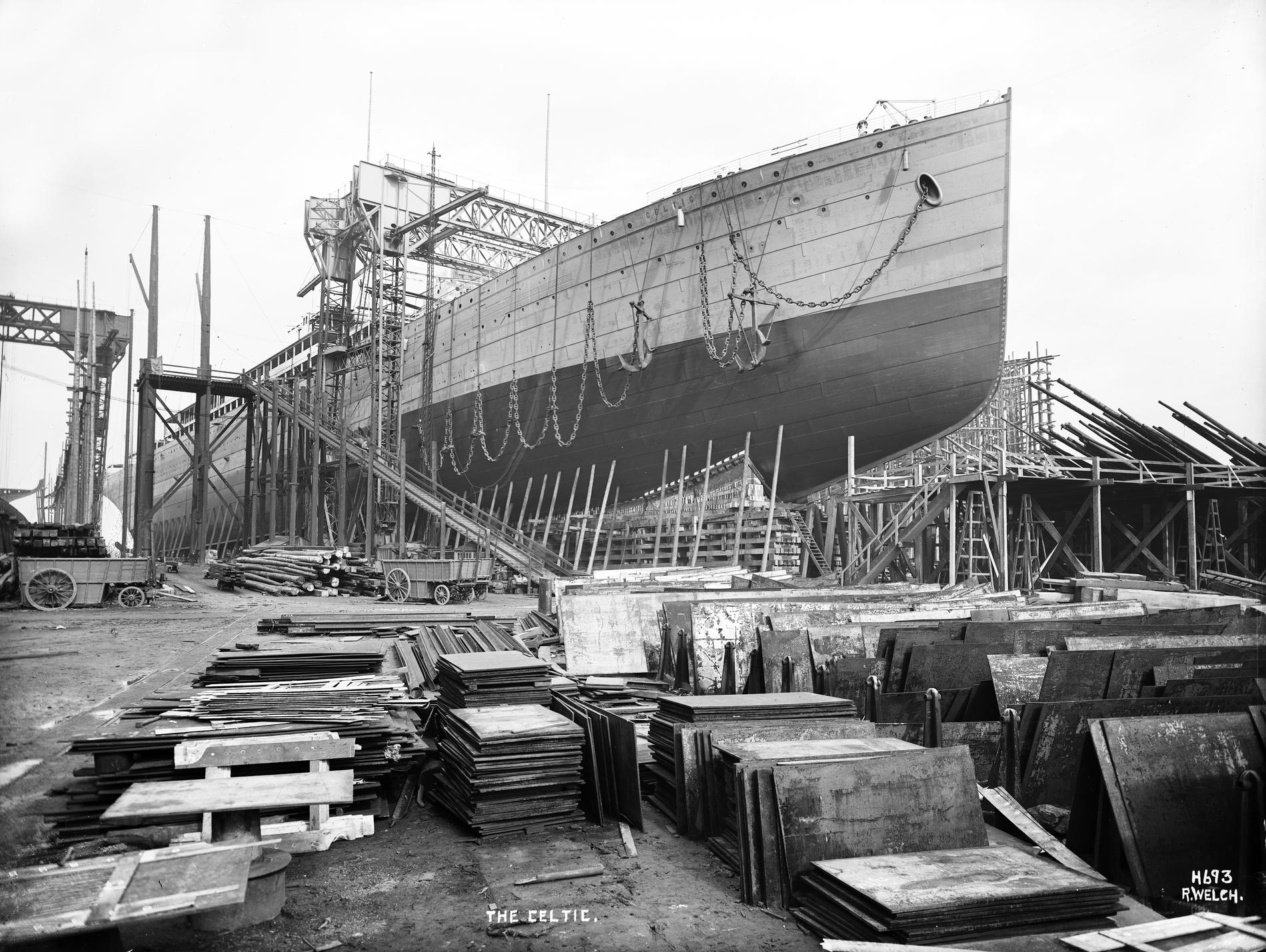
Az RMS Celtic építése Belfastban

1901-ben, White Star Line négy hajót rendelt meg, amelyek nagyobbak lettek, mint a Great Eastern, ezek a hajók alkották "Big Four"-t. A négy hajóval az volt a céljuk, hogy a súlyuk haladja meg a 20.000 tonnát, a nagy sebesség, illetve a Kék szalagért való versenyzés helyett, a nagyobb luxusra, valamint a méretekre fektették a hangsúlyt.

## RMS Celtic

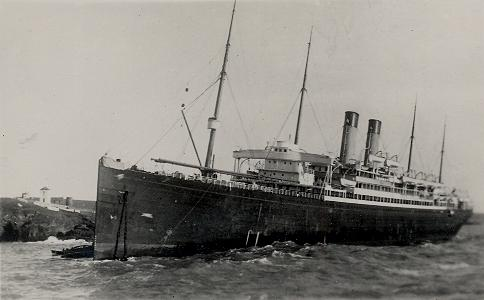
A megfeneklett Celtic Cobh partjainál.

Az első hajó a Celtic lett. A Celtic-et 1901. április 4-én bocsátották vízre, és július 26-án indult el első útjára. Rövidebb volt, mint az Oceanic, de a Great Eastern-nél hosszabb volt. Az RMS Celtic elsőként szárnyalta túl a Great Eastern összsúlyát, és szintén elsőként lépte át a 20 000 tonnás határt. Amikor a Celtic megkezdte szolgálatát, a társaságnak le kellett mondania a Kék Szalagról, ami az Atlanti-óceánt leggyorsabban átszelő gőzösnek járt, mivel a cég a gyorsaság helyett a kényelmet és a biztonságot helyezte előtérbe. A Celtic lassúsága azonban takarékosságot is jelentett a szénfogyasztás szempontjából. Az első világháború elején felfegyverezték és segédcirkálóvá alakították. A hajótestet acéllal burkolták és a luxusgőzöst ágyúkkal szerelték fel. December 4-én kezdte meg szolgálatát a 10. Cirkálórajban. 1917-ben Man szigeténél aknára futott. A robbanás 17 embert ölt meg, de a gőzöst nem süllyesztette el. Peel Bay-be vontatták, majd Belfastban megjavították. Ez évben még egy, sikertelen német támadás érte a hajót, majd 1918 márciusában az Ír-tengeren torpedótalálat érte. A fedélzeten hat ember vesztette életét, ám az óceánjáró most sem süllyedt el. Liverpoolba vontatták, ahol ismét megjavították. 1919-ben szerelték le, és visszakerült a White Star Line szolgálatába. Belfastban visszaalakították a háború előtti állapotának megfelelően, 1920-ban pedig megtette háború utáni első transzatlanti útját, Liverpool és New York között. 1925. április 25-én a Celtic a Hampshire Coast-tal ütközött az Ír-tengeren. A gőzös nem sérült meg jelentősen, ám a Hampshire Coast annál inkább. Egy másik balesetre 1927-ben került sor, ekkor a Celtic az amerikai Anacondával találkozott. Az incidens egyik hajóban sem tett nagy kárt.1927-ben a gőzöst átalakították. Az osztályokat megszüntették, a kabinok egységes minősítést kaptak (Cabin Class), a férőhelyek száma pedig 2500-ra módosult. 1928. december 10-én az óceánjáró az ír Cobh partjainál megfeneklett. Hogy megmentsék a hajón ragadt utasokat és a rakományt, egy hidat építettek a part és a Celtic között. A roncsot egy dán cég, a Petersen and Albeck, vásárolta meg. A gőzöst a helyszínen elkezdték szétbontani, a White Star Line pedig utódjaként egy kisebb hajót állított szolgálatba, az Albertic-et. A Celtic utolsó darabjait 1933-ban szállították el.

## RMS Cedric

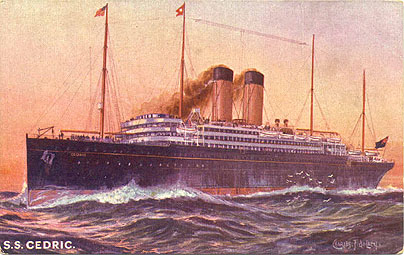
A Cerdric egy korabeli képeslapon.

A következő hajó a Cedric volt, amelyet 1902. augusztus 21-én bocsátottak vízre. Első útja 1903. február 11-én indult, és a Liverpool - New York útvonalon járt. Abban az időben a legnagyobb mozgó tárgy volt, amely valaha is épült a maga bruttó 21.073 tonnájával. A következő télen öthetes körútra indult a Földközi-tengeren, amely út a későbbiekben majdnem minden évben megismétlődött. Az év többi részében azonban a Cedric kizárólag Liverpool és New York között közlekedett. 1903 novemberében szárnyra kelt egy olyan szóbeszéd, miszerint a gőzöst, ami akkor a társaság vezérhajója volt, elsüllyesztette a Titan, és az összes rajta utazó életét vesztette. A White Star Line biztosította a hozzátartozókat, hogy a pletykáknak nem lehet biztosan hinni, mivel "a Cedric egy elsüllyeszthetetlen alkotás". Akkoriban az Olympic osztályú óceánjárókról is hasonló rémhíreket terjesztettek, hogy közülük kettő is el fog süllyedni. Ami a Cedric katasztrófájáról szóló pletykákat illeti, november 26-án bebizonyosodott, hogy hamisak, ekkor ugyanis a gőzös megérkezett New Yorkba.A következő 11 évben nagyobb ismert baleset nélkül a transzatlanti útvonalon szállított utasokat. Amikor a Titanic 1912. április 15-ére virradó éjjel elsüllyedt, a Cedric épp New Yorkban volt. A Carpathia, amely a katasztrófa túlélőivel oda igyekezett, üzent a Cedricnek, hogy várja meg míg beérkezik a kikötőbe. Sok szerencsétlenül járt, köztük a vállalat vezetője, J. Bruce Ismay, is, azonnal vissza akart térni Angliába. Ám az amerikai vizsgálóbizottság magához rendelte Ismay-t amint Amerikába érkezett, és így nem utazhatott. Sokan azonban, akiknek nem kellett rögtön megjelennie a bizottság előtt, a Cedric fedélzetén tértek vissza Liverpoolba. A luxusgőzös háború előtti utolsó útjára 1914. október 21-én került sor, szintén Liverpool és New York között. Ezután segédcirkálóvá alakították és megkezdte szolgálatát a 10. Cirkálórajban (10th Cruiser Squadron), többek között a Cedric és a Teutonic társaságában. Utóbbival az A járőrszolgálatot teljesítette. 1916 és 1917 telén csapatokat szállított Egyiptomba és az Amerikai Egyesült Államokba. A gőzöst 1919 szeptemberében visszaalakították háború előtti állapotának megfelelően és visszatért eredeti szolgálatához. Az 1919 szeptemberében leszerelt hajót nemcsak visszaalakították a békeidőkhöz megfelelően és visszaszerelték a díszítéseket, hanem a kabinokat is átalakították, aminek köszönhetően az első osztályon 347, a másodosztályon 250, a harmadosztályon pedig 1000 utast tudott szállítani. Ekkorra már az amerikai bevándorlási törvények miatt egyre kevésbé volt kifizetődő a harmadik osztályon bevándorlókat szállítani. 1923. szeptember 30-án a nagy ködben összeütközött a Cunard Line Scythia nevű hajójával Cobh kikötőjében. Bár egyikük sem süllyedt el, a két gőzösben jelentős károk keletkeztek. A Cedricet hamar megjavították, és folytatta a szolgálatot a Liverpool–New York útvonalon. 1926-ban megszüntették a korábbi kabinosztályokat, és helyette a kabin-, turista- és harmadosztályt vezették be.Az óceánjáró az általa oly jól ismert Liverpool és New York közötti útvonalat 1931. szeptember 5-én tette meg utoljára. A következő évben 22 150 fontért eladták a Thos. W. Ward nevű cégnek. 1932. január 11-én indult el Liverpoolból Inverkeithingbe, ahol feldarabolták. A Big Four második tagja így másodikként került ki a cég flottájából.

## RMS Baltic

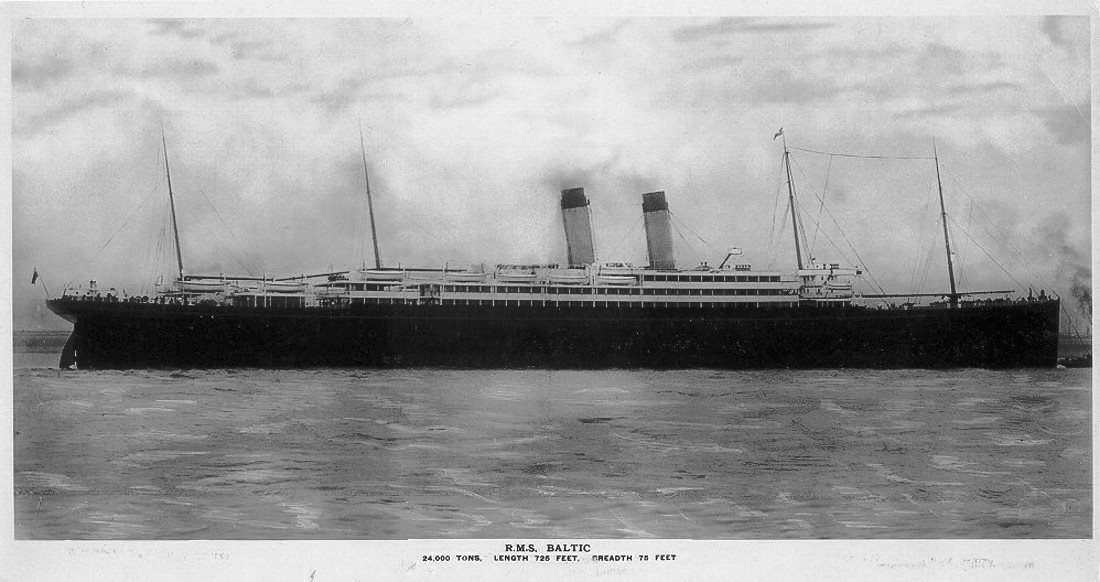
Az Baltic egy korabeli képeslapon.

A harmadik hajó a Baltic volt, amelyet 1903. november 21-én bocsátottak vízre, majd 1904. június 29-én indult el első útjára. A kapitánya Edward Smith volt. 1905-ig a világ legnagyobb hajója volt, bruttó 23.876  tonnával. A "Big Four" népszerűsége csökkent, amikor a Cunard szolgálatba állította a Lusitania-t és a Mauretaniát. Ez a két hajó messze túlszárnyalta méretben és sebességben is a "Big Four"-t.Pályafutása során végig a Liverpool–New York útvonalon szolgált. 1909. január 23-án, amikor a Republic és a Florida összeütközött az Egyesült Államok partjainál, J. B. Ranson kapitány irányítása alatt a Baltic vette fel a végzetesen megsérült Republic utasait, mielőtt az elsüllyedt volna.1912. április 14-én éjjel, amikor a Titanic jéghegynek ütközött, a Baltic egyike volt azon hajóknak, mely fogta a bajba jutott gőzös SOS jelzéseit. Aznap korábban a Baltic már kapcsolatba lépett a Titanickal, hogy figyelmeztesse a jéghegyekre. A gőzös azonnal elindult a Titanic felé, amikor meghallotta annak vészjelzését, de már túl messze volt, hogy elérje, és végül folytatta útját Liverpool felé. Ahogy a kor legtöbb hajóját, a Balticot is lefoglalták katonai célokra az első világháború alatt. A gőzöst csapatszállítóvá alakították, és 1917 májusában fedélzetén érkeztek az első amerikai katonák Európába. Még ugyanebben az évben sikerült elmenekülnie egy UC-66-os német tengeralattjáró torpedója elől, és mivel az incidensben tanúsította megbízhatóságát, ő szállíthatta az amerikai hadsereg vezérkarát. A csapatok szállítását egészen a háború végéig folytatta. A White Star Line 1918. december 12-én kaphatta vissza a luxusgőzöst. 1924-ben új kazánokat szereltek be, 1927-ben pedig átalakították a kabinokat, aminek köszönhetően a férőhelyek száma 1882 főre módosult, valamint az első-, másod-, és harmadosztály is megszűnt. 1929-ben a gőzös ismét részt vett egy mentőakcióban, december 6-án, ekkor az Új-Fundland partjainál bajba jutott Northern Light túlélőit mentette meg. A Baltic utolsó Liverpool és New York közöttui útjára 1932. szeptember 17-én került sor. A következő évben, február 17-én indult útnak Oszaka felé, ahol leselejtezték.

## RMS Adriatic

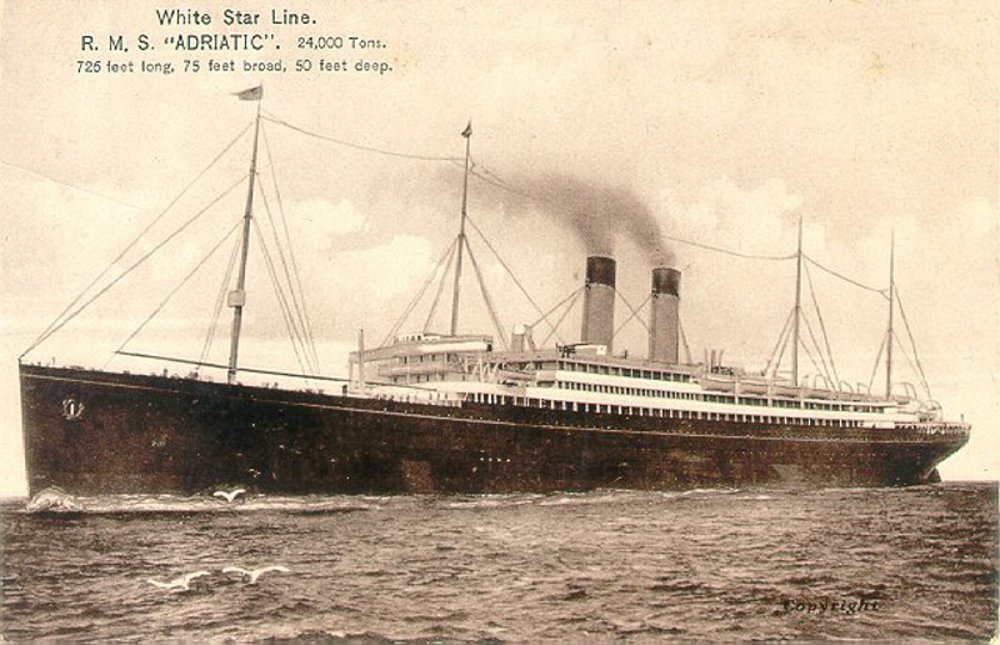
Az Adriatic egy korabeli képeslapon.

A negyedik és egyben utolsó hajó az Adriatic volt, amelyet 1906. szeptember 20-án bocsátottak vízre, és a Cunard is ugyanezen a napon bocsátotta vízre a Mauretaniát. A Cunard Lusitániája és Mauretániája túlszárnyalta az Adriatic méreteit, és sebességét is, ezért nem viselhette sohasem az Adriatic a világ legnagyobb hajója címet. Első útjára 1907. május 8-án indult Liverpoolból New Yorkba, kapitánya Edward Smith volt. A visszaúton már Southamptonba tért vissza, és ő nyitotta meg az új Southampton- New York útvonalat. 1911-ben az Olympic felváltotta, és visszatért az eredeti útvonalára. 1912-ben fedélzetén tért vissza Angliába az Egyesült Államokból a Titanic néhány túlélője, többek között Millvina Dean, a Titanic legfiatalabb utasa és J. Bruce Ismay, a White Star Line igazgatója is. Az első világháború alatt csapatokat és muníciót szállítottak rajta. A háborút az óceánjáró sérülés nélkül vészelte át. 1933-ban végleg visszavonták az észak-atlanti szolgálattól, mivel már túl lassúnak bizonyult az ilyen utak lebonyolításához. 1934. december 19-én hagyta el végleg Liverpoolt és elindult leghosszabb útjára, hogy 1935-ben Onomichiben, Japánban leselejtezzék.

## Tervezés és konstrukció

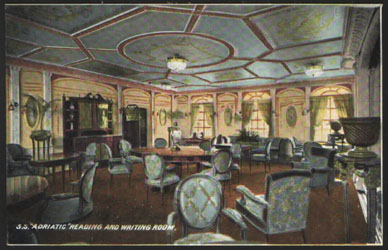
Az RMS Adriatic olvasószalonja.

A "Big Four" hajói túlhaladták a 20,000 tonnát, a Baltic és az Adriatic sokkal nagyobbak lettek, mint az első két hajó. Az Adriatic, volt a legnagyobb a négy hajó közül, mégis ő volt az egyetlen, amely sohasem viselhette a világ legnagyobb személyszállító hajója címet. Mind a négy hajónak két hajócsavarja volt, amelyeket négy sor expanziós gőzgép hajtott meg. Átlagsebességük 16 csomó (30 km / h) volt, a legnagyobb sebességek 17-18 csomó volt. A négy hajó külsőre teljesen hasonló volt. A hajótest vörös alapon fekete színű volt, a felépítmény pedig fehérre volt festve. A kémények teteje fekete színt kapott. Mind a négy hajónak 4 árboca volt (két első és két hátsó), amelyek főleg a kábeleket tartották és a vezeték nélküli távíró antennáját. A pazar étkező üvegtetővel fedve, a dohányzó festett üvegablakokkal, a kávézó és az ízlésesen bútorozott szalonok mind nagyban hasonlítottak egymásra a Big Four hajóin. Az Adriatic volt az első óceánjáró, amely fedélzetén fedett úszómedence és törökfürdő is megtalálható volt.

## Fordítás
- Ez a szócikk részben vagy egészben  a   Big_Four_(White_Star_Line) című angol Wikipédia-szócikk fordításán alapul.  Az eredeti cikk szerkesztőit annak laptörténete sorolja fel. Ez a jelzés csupán a megfogalmazás eredetét és a szerzői jogokat jelzi, nem szolgál a cikkben szereplő információk forrásmegjelöléseként.